# Bolitoglossa walkeri
Bolitoglossa walkeri es una especie de salamandras en la familia Plethodontidae.
Es endémica de Colombia.
Su hábitat natural son los montanos húmedos tropicales o subtropicales.